# SS-Wirtschafts- und Verwaltungshauptamt
SS-Wirtschafts- und Verwaltungshauptamt (SS-WVHA) – Główny Urząd Gospodarki i Administracji SS. W latach 1942–1945 jeden z najważniejszych urzędów tej organizacji, na które organizacyjnie dzieliła się SS.

## Historia
WVHA powstał 1 lutego 1942 na mocy dekretu Heinricha Himmlera z 31 stycznia 1941 w wyniku połączenia Głównego Urzędu Administracji i Gospodarki SS (SS-Hauptamt Verwaltung und Wirtschaft) oraz Głównego Urzędu Budżetu i Budownictwa SS (SS-Hauptamt Haushalt und Bauten). Szefem WVHA, przez cały okres jego istnienia, był SS-Obergruppenführer Oswald Pohl. Zadaniem tego urzędu było kierowanie całą administracją, ekonomiką i przedsiębiorstwami będącymi własnością SS. WVHA bezpośrednio podlegały m.in. obozy koncentracyjne, które stanowiły od marca 1942 jego Grupę Urzędów D – Obozy Koncentracyjne, którą tworzył Inspektorat Obozów Koncentracyjnych (Inspektion der Konzentrationslager).

## Organizacja
Organizacyjnie WVHA dzieliło się na 5 urzędów (oznaczonych literami A, B, C, D i W):
1. A – Administracja Oddziałów SS (Amtsgruppe A – Truppenverwaltung): zajmował się administracją oddziałów Waffen-SS
2. B – Gospodarka Oddziałów SS (Amtsgruppe B – Truppenwirtschaft): zajmował się gospodarką formacji SS
3. C – Zagadnienia Budowlane (Amtsgruppe C – Bauwesen): zajmował się budownictwem
4. D – Obozy Koncentracyjne (Amtsgruppe D – Konzentrationslager) (włączony do WVHA w marcu 1942): której podlegały obozy koncentracyjne (kierował nim SS-Gruppenführer Richard Glücks), zarządzane przez Inspektorat Obozów Koncentracyjnych (Inspektion der Konzentrationslager).
5. W – Przedsięwzięcia Gospodarcze (Amtsgruppe W – Wirtschaftliche Unternehmungen): tzw. „Amstgruppe W”, nadzorująca firmy i przedsiębiorstwa, będące własnością SS. Jedną z pierwszych firm tego typu było Deutsche Erd- und Steinwerke GmbH (DEST).

## Osądzenie zbrodni po wojnie
WVHA odpowiadała za wszystkie zbrodnie popełnione w niemieckich obozach koncentracyjnych, w szczególności za warunki w nich panujące oraz za eksploatację niewolniczej pracy więźniów. Dodatkowo referat kierowany przez SS-Standartenführera dr. Enno Lollinga ponosił odpowiedzialność za dokonywane na więźniach pseudoeksperymenty medyczne. Po zakończeniu II wojny światowej część kierownictwa WVHA, na czele z SS-Obergruppenführerem Oswaldem Pohlem, została oskarżona przed Międzynarodowym Trybunałem Wojskowym w Norymberdze, w czwartym procesie norymberskim (tzw. proces Pohla). W procesie tym zapadły surowe wyroki, ale niektórych skazanych w następnych latach amnestionowano. Pohl został stracony przez powieszenie w 1951 (jedyny z zapadłych wyroków śmierci, który został wykonany). Richard Glücks i Enno Lolling uniknęli odpowiedzialności popełniając samobójstwo w 1945 r.